# ティモシー・ヘミオン
ティモシー・ヘミオン（Timothy Hemion, 1961年 - ）はイギリス生まれ・アメリカ在住の推理作家、数学者。岡山県を舞台に岡山県警の森本警部と、東大卒の女性刑事鈴木が活躍する「森本警部シリーズ」を執筆している。本名はAnthony Hayter。

## 略歴
1982年、イギリスケンブリッジ大学数学科卒業。その後アメリカに渡り、コーネル大学で確率論・統計学の博士号を取得。2007年現在、大学教授としてアメリカのコロラド州デンバーに在住。
日本との関わりは、1988年に東京大学の招きで訪日して以来で、以降も岡山大学での数学の講義などのため日本を訪れている。

## 作品リスト
原書には副題「A Detective Story Set in Japan」がついている。
- Inspector Morimoto and the Two Umbrellas (2004)
  - 森本警部と二本の傘 （2006年7月、吉備人出版、訳：インスペクターM翻訳集団）
- Inspector Morimoto and the Diamond Pendants (2004)
- Inspector Morimoto and the Famous Potter (2004)
  - 森本警部と有名な備前焼作家 （2007年12月、吉備人出版、訳：インスペクターM翻訳集団）
- Inspector Morimoto and the Sushi Chef (2005)
- Inspector Morimoto and the Japanese Cranes (2006)